# Bahnhof Brisbane Roma Street

Der Bahnhof Brisbane Roma Street (Roma Street Station) ist einer der wichtigsten Bahnhöfe der australischen Großstadt Brisbane. Nebst den innerhalb von Queensland verkehrenden kapspurigen Zügen verkehren auch normalspurige Züge des NSW TrainLink nach New South Wales. Der Bahnhof ist neben der Central Station, der Fortitude Valley Station und der Bowen Hills Station eine der vier Stationen des hochfrequentierten Schienenverkehrskorridors durch Brisbanes Innenstadt.

## Geschichte
Der Bahnhof wurde 1875 als Brisbane Station eröffnet, als die Main Line vom Vorort Indooroopilly nach Brisbane verlängert wurde. 1882 nahm die North Coast Line nach Sandgate ihren Betrieb auf, woraufhin Brisbane zum Knotenbahnhof wurde.
Aufgrund der 1889 erfolgten Verlängerung der Main Line zur neuen, ebenfalls im Stadtzentrum gelegenen Brisbane Central Station erhielt der Bahnhof den Zusatz Roma Street und verlor seine Funktion als wichtigster Bahnhof der Stadt.
1940 erlangte er die Hauptbahnhofsfunktion zurück, als nach der Errichtung weiterer Bahnsteige die Fernverkehrshalte wieder nach Roma Street verlegt wurden. 1986 wurde die bislang in South Brisbane endende normalspurige NSW North Coast Line aus dem südlichen Nachbarbundesstaat New South Wales zur Roma Street verlängert. Diese verlässt Brisbane südwärts parallel zur kapspurigen Gold Coast Line. Ebenfalls 1986 eröffnete in unmittelbarer Nachbarschaft der Fernbusbahnhof Brisbane Transit Center. Das oftmals als hässlichstes Gebäude der Stadt bezeichnete Transit Center wurde 2020 im Zuge des Cross River Rail-Projekts abgebrochen.
Im Jahr 2000 wurde das historische Bahnhofsgebäude ins Queensland Heritage Register aufgenommen.

## Verkehr
Alle zwölf Linien des von Queensland Rail betriebenen Vorortsnetzes von Brisbane bedienen den Bahnhof, wobei einige Linien untereinander durchgebunden sind. So verkehren beispielsweise die Züge der Gold Coast Line weiter als Airport Line zum Flughafen Brisbane.
Auch alle vier von Queensland Rail betriebenen Fernverkehrszüge – Spirit of Queensland aus Cairns, Electric Tilt Train aus Rockhampton, Spirit of the Outback aus Longreach und The Westlander aus Charleville – haben in Roma Street ihren Endpunkt, ebenso die bundesstaatenübergreifende NSW TrainLink–Verbindung aus Sydney. Der Journey-Beyond-Fernverkehrszug The Great Southern aus Adelaide Parklands Terminal endet aufgrund zu kurzen Bahnsteiglängen im normalspurigen Bahnhofsteil von Roma Street am Bahnhof Acacia Ridge.

## Zukunft
Cross River Rail
Um den überlasteten Inner City Line-Korridor nach Bowen Hills zu entlasten, soll unter Miteinbezug der North Coast Line eine neue Bahnverbindung mit dem Namen Cross River Rail von Bowen Hills nach Dutton Park in vorwiegend unterirdischer Linienführung unter dem Stadtzentrum und dem Brisbane River hindurch errichtet werden. In Roma Street sind unterirdische Bahnsteige vorgesehen, dazu drei weitere unterirdische Stationen. Die Bauarbeiten begannen im Dezember 2019 mit den Vorbereitungen zum Abriss des Brisbane Transit Centres. 2021 wurden die Tunnelbohrarbeiten beendet. Die Fertigstellung ist auf 2025 terminiert, die Inbetriebnahme auf das erste Quartal 2026.